# Elyse
Elyse (bra:Elyse - A Coragem vem do Coração) é um filme de 2020 escrito e dirigido por Stella Hopkins. É estrelado por Anthony Hopkins e Lisa Pepper, e é a estreia de Hopkins na direção.

## Sinopse
O filme segue a história de Elyse, que é internada em um hospital após matar seu filho e a babá em um surto psicótico.

## Elenco
- Anthony Hopkins - Dr.Lewis
- Lisa Pepper - Elyse
- Aaron Tucker
- Tara Arroyave
- Fran Tucker
- Anthony Apel
- Julieta Oritiz
- Danny Jacobs[4]

## Lançamento
Gravitas Ventures adquiriu os direitos de distribuição norte-americanos do filme em outubro de 2020. O filme foi lançado nos cinemas e no VOD em 4 de dezembro de 2020. No Brasil, foi lançado pela Elite Filmes no Cinema Virtual em 1 de julho de 2021.

## Recepção
O filme tem uma índice de aprovação de 43% no Rotten Tomatoes com base em 7 opiniões. Frank Scheck, em sua crítica para o The Hollywood Reporter disse que o filme é "não convincente em todos os níveis." Já Mick LaSalle foi mais elogioso em sua revisão para o San Francisco Chronicle dizendo que "é um filme estranho, e é difícil imaginar mais do que um punhado de pessoas - talvez uma dúzia, no máximo - gostando [do filme]... exceto que, eu sou uma dessas pessoas. Talvez você também seja."